# Ayacucho Fútbol Club
L'Ayacucho Fútbol Club è una società calcistica peruviana, con sede ad Ayacucho. Milita nella Liga 1, massima serie del campionato peruviano di calcio.

## Storia
L'Inti Gas Deportes è stato fondato il 27 luglio 1972 con il nome di Olímpico San Luis, affiliandosi alla lega distrettuale di San Luis.
27 anni dopo la fondazione, nel 1999, in seguito ad un ottimo campionato nell'Interliga della lega metropolitana di Lima, ottenne l'accesso alla Copa Perú, tramite la quale riuscì a salire in Segunda División per la stagione 2000. Da quell'anno la squadra cambiò denominazione in Olímpico Somos Perú. Nel giugno 2002, la squadra effettua un'alleanza sportiva con il Club Aurora Miraflores, di proprietà dell'imprenditore svizzero Bruno Zwingli, tramite la quale quest'ultima avrebbe prestato ai primi i suoi migliori giocatori.
Un primo successo arrivò nel 2004, con la vittoria del campionato di Segunda División; tuttavia la squadra non centrò la promozione, a causa dell'eliminazione dalla fase finale.
Come completamento della fusione con l'Aurora Miraflores, il club nel 2006 cambia nuovamente nome, divenendo Olímpico Aurora Miraflores.
Nel 2007 ci fu un nuovo cambio di nome: Loreto FC; inoltre la sede venne spostata ad Iquitos, con l'obiettivo di aumentare il numero dei tifosi; i tifosi non si identificarono mai con la nuova realtà cittadina, così nel 2008 la società traslocò a Lima. Nello stesso anno, l'interessamento da parte di Rodolfo Neyra, proprietario della Inti Gas, si concluse nell'acquisto della squadra da parte di quest'ultimo; la squadra acquisì il nome attuale di Inti Gas Deportes. Neyra cercò di riportare la squadra ad Ayacucho, tuttavia, esistendo già un altro club nella città, Real Ayacucho - La Peña Sporting, l'Inti Gas giocò prima a Lima, poi ad Ica.
Nel 2009 la squadra centrò la promozione nel Campeonato Descentralizado.

## Palmarès

### Competizioni nazionali
- Segunda División: 2

2004, 2005

### Altri piazzamenti
- Campionato peruviano:

Terzo posto: Clausura 2018
- Segunda División:

Secondo posto: 2008
Terzo posto: 2003

## Organico

### Rosa 2020
Aggiornata all'11 maggio 2020.
| N. |                    | Ruolo | Calciatore       |
| -- | ------------------ | ----- | ---------------- |
| 1  | Perù (bandiera)    | P     | Exar Rosales     |
| 2  | Perù (bandiera)    | D     | Alexis Cossio    |
| 3  | Perù (bandiera)    | D     | Diego Minaya     |
| 4  | Perù (bandiera)    | D     | Fabio Rojas      |
| 5  | Perù (bandiera)    | D     | Erick Canales    |
| 6  | Perù (bandiera)    | C     | Jorge Murrugarra |
| 7  | Perù (bandiera)    | A     | Luis Carranza    |
| 9  | Perù (bandiera)    | A     | Carlos Olascuaga |
| 10 | Perù (bandiera)    | C     | Robert Ardiles   |
| 11 | Uruguay (bandiera) | C     | Leandro Sosa     |
| 12 | Perù (bandiera)    | P     | Ángel Zamudio    |
| 13 | Perù (bandiera)    | P     | Andy Vidal       |

| N. |                    | Ruolo | Calciatore           |
| -- | ------------------ | ----- | -------------------- |
| 14 | Perù (bandiera)    | C     | Luis Álvarez         |
| 15 | Perù (bandiera)    | D     | Jesús Mendieta       |
| 17 | Perù (bandiera)    | A     | Joao Villamarín      |
| 18 | Perù (bandiera)    | C     | Diego Espinoza       |
| 19 | Perù (bandiera)    | D     | Roberto Villamarín   |
| 20 | Perù (bandiera)    | D     | Nelinho Quina        |
| 21 | Perù (bandiera)    | A     | Mauricio Montes      |
| 22 | Uruguay (bandiera) | D     | Hugo Souza           |
| 25 | Uruguay (bandiera) | A     | Maximiliano Callorda |
| 27 | Perù (bandiera)    | C     | Pedro Casique        |
| 33 | Uruguay (bandiera) | C     | Gonzalo Papa         |
|    | Perù (bandiera)    | C     | Anthony Aoki         |